# Anne Laffut
Anne Laffut (Libramont, 2 oktober 1973) is een Belgisch politica voor de liberale MR.

## Levensloop
Beroepshalve werd ze politiek secretaris van Michel Wauthier en Philippe Collard, die voor de MR en voorloper PRL in de Kamer van volksvertegenwoordigers zetelden.
In 2006 werd Laffut voor de MR verkozen tot gemeenteraadslid van Libin. Ze werd er onmiddellijk burgemeester, een functie die ze nog steeds uitoefent. Ook was ze van 2000 tot 2006 en van 2012 tot 2019 provincieraadslid van Luxemburg.
Ze was kandidaat bij de federale verkiezingen van 2007, de Waalse verkiezingen van 2009, de federale verkiezingen van 2010 en de Waalse verkiezingen van 2014, maar werd telkens niet verkozen. 
Bij de verkiezingen van mei 2019 werd ze uiteindelijk voor de provinciale kieskring Luxemburg verkozen tot lid van het Waals Parlement. Hierdoor werd ze automatisch ook lid van het Parlement van de Franse Gemeenschap. In het Waals Parlement was Laffut van 2019 tot 2024 lid van de commissie Werk, Sociale Actie en Gezondheid en in het Parlement van de Franse Gemeenschap in dezelfde periode ondervoorzitter van de commissie Begroting, Openbaar Ambt, Gelijke Kansen en Schoolgebouwen. In juni 2024 werd Laffut herkozen in haar parlementaire mandaten. Ze werd vervolgens in juli 2024 aangesteld als ondervoorzitter van het Parlement van de Franse Gemeenschap.